# La Paz (Tarlac)
La Paz (Bayan ng La Paz) är en kommun i Filippinerna. Kommunen ligger på ön Luzon, och tillhör provinsen Tarlac. Folkmängden uppgår till 52 907 invånare.

## Barangayer
La Paz är indelat i 21 barangayer.
| - Balanoy - Bantog-Caricutan - Caramutan - Caut - Comillas - Dumarais - Guevarra - Kapanikian - La Purisima - Lara - Laungcupang | - Lomboy - Macalong - Matayumtayum - Mayang - Motrico - Paludpud - Rizal - San Isidro (Pob.) - San Roque (Pob.) - Sierra |